# Чумбі

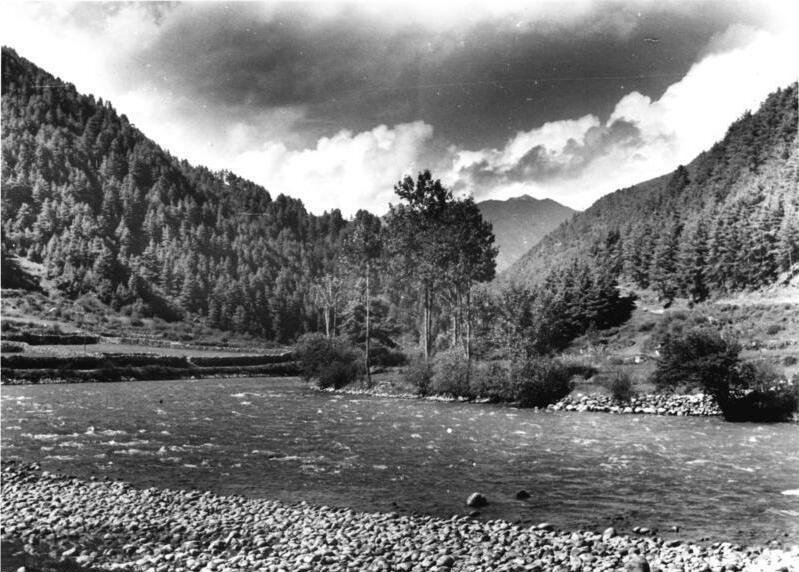
Долина Чумбі, 1938. Фото зроблене під час Німецької експедиції до Тибету 1938—1939 рр. під керівництвом Ернста Шефера

27°23′11″ пн. ш. 88°49′52″ сх. д. / 27.38639° пн. ш. 88.83111° сх. д.
Долина Чумбі (тиб. ཆུ་འབི ; chu vbi; кит.: 春丕河谷; піньїнь: Chūnpī Hégǔ)  — високогірна долина у східній частині Головного хребта Гімалаїв в Тибеті на перетині кордонів Індії (Сіккім), Бутану і Китаю (Тибет). Тут відкриваються два головних перевали між Індією і Китаєм: Нату-Ла і Джелеп-Ла («ла» — перевал). Адміністративно долина більшою частиною належить до округу Ядун в Тибетському автономному районі.
Населення долини має назву Промова та є нащадками тибетців.
Долина сформована течією річки Амо (Торса), яка має витік на перевалі Танг та тече на південь до Бутану; Чумбі розташована на висоті 2 900 — 3 000 м.н.м., має покриті лісами схили та помірний клімат більшу частину року. Навесні долина розквітає.
Рослина Pedicularis chumbica (春丕马先蒿) названа на честь долини.

## Історичні події
Колись частина Сіккім, долина Чумбі стала частиною Тибету у 1792 році.
Вона відіграла важливу роль у Британській військовій експедиції 1904 року до Тибету. Долина була окупована британцями протягом приблизно трьох років після закінчення військових дій для забезпечення виплати репарацій владою Тибету. Документи того часу показують, що окупація долини британцями  тривала до 8 лютого 1908 року, бо вони отримали платіж з Китаю.
З 1951 року долина перебуває під контролем Китаю, хоча є предметом територіальної суперечки між Китаєм та Індією.